# Aéroport de Bathurst
L'Aéroport régional de Bathurst (code IATA : ZBF • code OACI : CZBF) est situé à 3 milles marins (5,56 km) à l'ouest-nord-ouest de la ville de Bathurst, au Nouveau-Brunswick (Canada).

## Mouvements de passagers
| 2009 | 41 000 |
| 2010 | 40 002 |
| 2011 | 43 425 |

## Compagnies aériennes et destinations
| Compagnies                              | Destinations     |
| --------------------------------------- | ---------------- |
| Air Canada Express (opéré par Jazz Air) | Montréal-Trudeau |